# Lézervágás
A lézervágás egy olyan automatizált (rendszerint CNC) anyagszétválasztási (termikus vágási) 
eljárás, amelynél a vágáshoz szükséges hőenergiát a lézersugár biztosítja. 
Leggyakoribb ipari alkalmazási területe szerkezeti acélok, alumínium 
és rozsdamentes lemeztáblák illetve -csövek, idomacélok megmunkálása, darabolása.

## Története
- 1917: A lézersugárzás elméleti alapjait Albert Einstein rakta le, azonban a korabeli technika még nem tudott mit kezdeni elméletével.
- 1958: Charles Hard Townes és Arthur L. Schawlow publikáltak egy munkát az indukált emisszió elve szerint működő fényerősítőről.
- 1960: Az első működő készüléket (amely a két fizikus publikációjára épült) Theodore Maiman építette meg - villanólámpával gerjesztett rubin kristályt használt.
- 1960: Decemberben Ali Javan állította elő az első hélium–neon gázlézert. Ez az első folytonos sugárzású lézer, amely az elektromos energiát alakítja át lézersugárrá.
- 1962 Robert Hall megalkotja a félvezető lézert, Kumar Partel pedig a nagy teljesítményű, folytonos sugárzású széndioxid gázlézert.
- 1967: Az angol The Welding Institut kutató intézetben lemezvágáshoz fejlesztettek lézereket. Az első lemezvágásra fejlesztett különleges lézert Birminghamben helyezték üzembe.
- 1970: A Messer Griesheim piacra dobja az első CNC lézersugaras vágóberendezést.

Ipari célokra többnyire a széndioxid gázlézer terjedt el, elsősorban az üzemeltetés relatív olcsósága miatt.

## A lézeres vágástechnológiák csoportosítása
A lézeres vágástechnológiáknak három csoportját különböztetjük meg:
- Oxidációs vágás (égető vágásnak is nevezik), melynek során a  vágandó anyagot olyan magas hőmérsékletre hevítik, hogy az meggyullad a felületre fúvatott nagy tisztaságú oxigénben. Ezzel a technológiával olyan anyagok vághatóak, amelyeknek gyulladáspontja alacsonyabb, mint az olvadáspontja. Ilyen anyagok például az ötvözetlen és a gyengén ötvözött acélok. A 2-3 bar nyomású oxigén segít az ömledék és salak kifúvásában is.
- Olvasztó vágás (vagy inert gázos vágás), melynek során az anyagot lézersugárral olvadáspontjáig hevítik, majd a keletkezett olvadékot semleges segédgáz (rendszerint nitrogén) segítségével nagy nyomáson (6-25 bar) kifúvatják a keletkezett vágórésből (például alumínium és rozsdamentes anyagok vágása). Speciális esetekben – mint pl. titán, vagy magnézium vágásakor – nitrogén helyett argon gázt használnak.
- Szublimációs vágást olyan anyagok vágására használnak, amelyeknek nincs olvadáspontja (például a fa, műanyag, kerámia vagy papír). A szublimációs vágás során a megmunkált anyag szilárd halmazállapotból közvetlenül gázneművé alakul át (szublimál).

Néhány anyag lézerrel csak nehezen és költségesen vágható, ilyen például a vörösréz vagy az ezüst. Ennek oka az, hogy az említett anyagok nagyon jó hővezetők, így a vágás létrejöttéhez szükséges helyi túlhevülés éppen a kiváló hővezetés miatt nem tud kialakulni, másrészt a széndioxid lézer hullámhossza (1060 nm) olyan nagy, hogy a felületről a lézersugár jelentős része visszaverődik.

### A lézerkészülékek előnyei
- Sebesség - a lézernyaláb maximális mozgási sebessége 500 mm/s (vágás).
- Precíziós - nincs szükség szerszámra, munkadarab befogóra.
- Minőség - a vágás teljesen sima és világos vázlatú és csak kivételes esetben van szükség a kivágott termék utólagos megmunkálására, mint például a sorja eltávolítása.
- A vágás területére fókuszált hő, a segédgáz alkalmazása, továbbá a nagy vágási sebesség miatt a hőhatásöveztet kicsi: következménye a termék csekély vetemedése.

## Gázfajták
Lézeres vágás esetén kétféle gázt használnak:
- Rezonátorgáz; Rezonátorgáz az a nagy tisztaságú gáz,[4] amelyet gázlézerek esetén a lézercsőben a lézer előállítására használnak. Leggyakoribb a széndioxid, de gyakran nitrogén és hélium esetleg neon keveréket használnak. A pontos keverési arány gyártóművi titoknak számít.
- Segédgáz; A segédgáz feladata a gőz és a levált anyagrészecskék kifúvatása a vágási résből, továbbá a levált, megolvadt anyagrészecskék, fémgőzök távol tartása az optikától. Segédgázként oxigént, nitrogént esetleg argont használnak a megmunkált anyagtól függően.

## Lézerrel működő ipari vágógépek

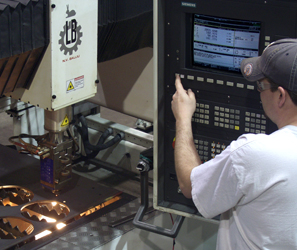
Ipari lézervágó gép CNC vezérléssel

Lézeres vágógépek szokásos elnevezései:
- síklézer; lemeztáblák, sík felületek megmunkálására alkalmas gépek és
- csőlézer; általában csövek, zártszelvények, idomacélok és esetleg síkovál profilok megmunkálására szolgáló

gépek.

### Lézervágó gépek működési elve
Egy üvegcsőben áramoltatott nagy tisztaságú, kisnyomású gáz(keveréket) középfrekvenciás (1–10 kHz), 
nagyfeszültségű impulzusokkal gerjesztik (pumpálják). A keletkezett lézersugarat tükrükön (vetítéssel) 
vagy - kisebb teljesítmények esetén - üvegszálon át juttatják el a vágófejhez. A vágófejben egy vagy több
speciális anyagú lencse végzi a fókuszálást. Vastagabb anyagokhoz általában 190mm gyújtótávolságú, míg 6mm 
vastagság alatt 110mm-es fókusztávolságú cinkszelenid (ZnSe) anyagú lencséket használnak. A lencse a beérkező fényt a tárgy felületére fókuszálja oly módon, hogy a fókuszpont átmérője 0,1 mm körül van. Így rendkívüli energia koncentrálódik nagyon kis területen: hatására létrejön a vágás.
A vágófej lineáris vezetékeken tud elmozdulni két X-Y koordináta irányában, továbbá függőlegesen a Z-tengely mentén.
A vágófej pontos pozicionálását léptetőmotorok vezérlik, amelyek a szükséges számú
impulzust a CNC vezérlőberendezéstől kapják a vágandó profil függvényében. Csőlézer esetén egy további C-tengely is használatos, amely a befogott cső kívánt szögelfordulását biztosítja (akár pozicionáláshoz, akár megmunkálás közben).

### Vágási paraméterek
A tulajdonképpeni vágási sebesség számos tényező függvénye. Általában elmondható, hogy az ipari síklézerek nagyon gyorsak: 1mm-es szerkezeti acéllemez (St37) vágása esetén az előtolási (vágási) sebesség 6000-12000(!) mm/perc között van.
A megmunkálható lemezvastagság függ a gépbe épített lézer generátor teljesítményétől, rendszerint 6-12mm-es acéllemez, 8mm-es alumínium lemez és 10mm-es KO33-as rozsdamentes lemez a felső korlát. A vágott felület elérhető felületi érdessége Ra 5-10 között, a tűrés - a lemezvastagság és az alkalmazott technológia függvényében - néhány század de legfeljebb 0,1mm.

### Biztonságtechnika

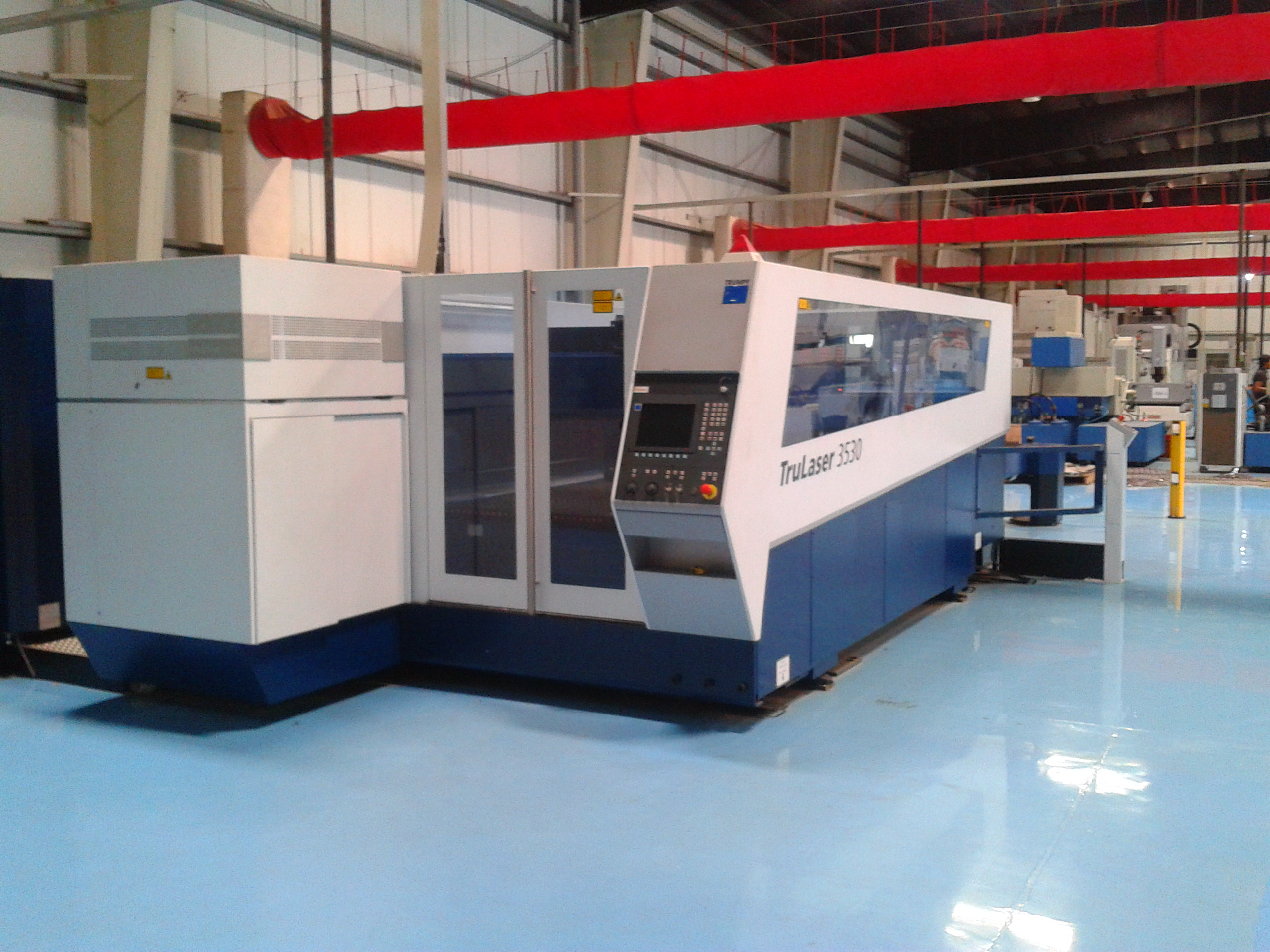
CO_{2} lézervágó gép lemezmegmunkálásra

Minden lézervágó gép az emberi szem számára láthatatlan infravörös tartományban 
dolgozik, például a széndioxid-lézerek az 1060 nm-es hullámhosszon működnek. Mivel az ipari lézerek 
teljesítménye általában 1 és 20 kW között van, még a szórt (lemeztábláról visszaverődő) lézerfény is vakságot
okozhat. A gépek kezelőit a láthatatlan veszély miatt számos biztonsági berendezés (és az infravörös fény 
számára nem átlátszó üvegablak) védi. A gép tartozéka az elszívó berendezés és leválasztó ciklon, amely gondoskodik a vágás közben keletkező fémporok és fémgőzök összegyűjtéséről.

## Trendek
Az ipari lézeres megmunkálás üvegcsöves széndioxid-lézer esetén sok segédberendezést kíván, mint például a gerjesztő nagyfrekvenciás áramkör vízhűtő-köre, a vízhűtőt hűtő léghűtő, égéstermékek elszívó berendezései, stb., stb.
Impulzusüzemű félvezetős lézerek esetén lényegesen egyszerűbb berendezés építhető, például a félvezető beépíthető a vágófejbe, nincs költséges vízhűtő, stb. Lényeges, hogy a gázlézertől lényegesen jobb hatásfokkal, kompaktabb, olcsóbban gyártható és üzemeltethető berendezés működtethető. Vékony lemezek vágása esetén a fiber lézer egyértelműen szebb vágási felületet ad és lényegesen rövidebb idő alatt vágja ki ugyanazt a munkadarabot. Kb. 6mm-es lemezvastagság felett azonban a széndioxid-lézer használata előnyösebb. [https://www.meliorlaser.hu/images/pdf/Gyartastrend_2015_02_Ipari_lezertchnologiak_melyik_a_jobb.pdf]

## Magyarországi helyzetkép
Örvendetes, hogy ez a technológia Magyarországon is elterjedőben van. Bár a berendezések ára magas, évente átlagosan 10-30 lézervágó gépet vásárolnak és helyeznek üzembe.2010-ben több, mint 300 lézervágó gép üzemelt Magyarországon.

## Lásd még
Lézergravírozás